# يوجين إغليسياس
يوجين إغليسياس (بالإنجليزية: Eugene Iglesias)‏ هو ممثل أمريكي، ولد في 3 ديسمبر 1926 في بورتوريكو.

## وصلات خارجية
- يوجين إغليسياس على موقع IMDb (الإنجليزية)
- يوجين إغليسياس على موقع روتن توميتوز (الإنجليزية)
- يوجين إغليسياس على موقع ألو سيني (الفرنسية)
- يوجين إغليسياس على موقع أول موفي (الإنجليزية)
- يوجين إغليسياس على موقع قاعدة بيانات الأفلام السويدية (السويدية)
- يوجين إغليسياس على موقع قاعدة بيانات الفيلم (الإنجليزية)
- يوجين إغليسياس على موقع كينوبويسك (الروسية)